# Werner Neus
Werner Neus (* 20. Januar 1959) ist ein deutscher Betriebswirtschaftler. Bis zu seiner Emeritierung lehrte und forschte er an der Universität Tübingen.

## Leben
Neus studierte Betriebswirtschaftslehre an der Universität Köln und promovierte 1988. Die Habilitation folgte 1994 ebenfalls in Köln, 1995 wurde er an die Universität Tübingen berufen.
Sein Forschungsgebiet konzentriert sich auf die Rolle von Unternehmungen in vollkommenen Märkten, in denen keine asymmetrische Informationsverteilung und Transaktionskosten vorliegen. Weiterhin trägt sich Werner Neus seit einigen Jahren mit dem Problem, Beispiele für negative wechselseitige externe Kosten zu finden (Methylwhisky bzw. auch das Neus-Theorem). Werner Neus prägte den Begriff der „Folkloristischen Unternehmungen“ und trug damit zur Weiterentwicklung der Betriebswirtschaftslehre bei. Er entwickelte den Ansatz des Homo oeconomicus robinsoni.

## Monographien
- Ökonomische Agency-Theorie und Kapitalmarktgleichgewicht (= Dissertation), Gabler, Wiesbaden 1989, ISBN 978-3-409-13350-0.
- Zur Theorie der Finanzierung kleinerer Unternehmungen (= Habilitationsschrift), Gabler, Wiesbaden 1995, ISBN 978-3-409-13185-8.
- Einführung in die Betriebswirtschaftslehre aus institutionenökonomischer Sicht, 10. Aufl., Mohr Siebeck, Tübingen 2018, ISBN 978-3-16-156393-5.
- mit Günther Luz, Mathias Schaber, Peter Schneider, Claus-Peter Wagner und Max Weber (Hrsg.): ZAG. Kommentar zum Zahlungsdiensteaufsichtsgesetz, Schäffer-Poeschel, Stuttgart 2019, ISBN 978-3-7910-4378-4
- mit Günther Luz, Mathias Schaber, Peter Schneider, Claus-Peter Wagner und Max Weber (Hrsg.): CRR visuell. Die neuen EU-Vorschriften der Capital Requirements Regulation, 3. Aufl., Schäffer-Poeschel, Stuttgart 2020, ISBN 978-3-7910-4316-6.
- mit Patrik Buchmüller und Andreas Igl: Einführung in die Bankenregulierung. Darstellung wesentlicher aufsichtsrechtlicher Vorgaben, Schäffer-Poeschel, Stuttgart 2020, ISBN 978-3-7910-4968-7.
- mit Günther Luz, Mathias Schaber, Peter Schneider, Claus-Peter Wagner und Max Weber (Hrsg.): KWG und CRR. Kommentar zu KWG, CRR, SAG, FKAG, SolvV, GroMiKV, LiqV und weiteren aufsichtsrechtlichen Vorschriften, 4. Aufl., Schäffer-Poeschel, Stuttgart 2023, ISBN 978-3-7910-4648-8.